# Мішель Девіль
Мішель Деві́ль (фр. Michel Deville; 13 квітня 1931, Булонь-Біянкур, О-де-Сен, Франція — 16 лютого 2023) — французький кінорежисер та сценарист. За 30 років режисерської кар'єри поставив понад двох десятків фільмів. Неодноразовий номінант та лауреат (1986) кінопремії «Сезар» за найкращу режисерську роботу та володар низки інших професійних та фестивальний кінонагород 

## Життєпис
Мішель Девіль народився 13 квітня 1931 року в Булонь-Біянкурі (департамент О-де-Сен у Франції). Закінчивши середню школу, Мішель поступив до університету, щоб зайнятися вивченням літератури, але досить скоро переключився на кінематограф. З 20 років Девіль став працювати асистентом режисера у Анрі Декуана, створивши з ним майже за 10 років 13 проектів.
Свою власну режисерську кар'єру Мішель Девіль почав наприкінці 1950-х років, дебютувавши трилером «Куля у стволі», поставленим спільно із Шарлем Жераром. Стрічка вийшла одночасно з першим фільмом французької «нової хвилі» «Красунчик Серж» Клода Шаброля, але до революційного кінонапряму Девіль не належав. Йому не вдалося добитися того рівня визнання, яке було у його сучасників Клода Шаброля, Франсуа Трюффо, Жана-Люка Годара, ймовірно тому, що фільми він ставив у традиційній манері, проте, вони (особливо комедії) були популярними у Франції 1970-х — 1980-х років.
У 1960-х роках Мішель Девіль знімав «легковажні» стрічки за сценаріями своєї дружини Ніни Компанієць за участю популярних в ті роки акторок: Марини Владі («Чарівна брехуха», «Вкрали Джоконду»), Мілен Демонжо («Через жінок, через жінок», «Квартира дівчат»), Катрін Денев («Бенжамен, або Щоденник незайманого»). У 1961 році Девіль заснував свою власну продюсерську компанію «Éléfilm», щоб фінансувати власні фільми.
Розлучившись із Ніною Компанієць, яка сама стала режисером з 1971, Мішель Девіль почав знімати не лише комедії, але й стрічки інших жанрів: кримінальні драми («Досьє на 51-го», «Небезпека у будинку»), трилери («Глибокі води»), мелодрами («Літня ніч у місті»). Одна з найвідоміших його стрічок 1970-х «Оскаженілий баранчик», вже не підходила під однозначне жанрове визначення: це і комедія, і драма, і навіть трагедія. Так само як і знаменита стрічка Девіля 1988-го, іронічна притча «Чтиця» з Міу-Міу в головній ролі. У 1989 році фільм було номіновано на «Сезара» у 9 категоріях, зокрема за найкращий фільм, найкращу режисерську роботу та найкращий сценарій, та лише Міу-Міу отримала нагороду за найкраще виконання головної жіночої ролі.
Фільм Мішеля Девіля 1980 року «Подорож удвох» змагався за головний приз 30-го Берлінського кінофестивалю, а через п'ять років ще один його фільм — «Небезпека у будинку» («Смерть у французькому саду»), було включено до основної програми 35-го Берлінаре, а Девіль отримав у 1986 році премію «Сезар» за найкращу режисуру. Саме з фільму «Смерть у французькому саду» у 1984 році почалася співпраця Девіля з Розаліндою Девіль (вродженою Дамамм) — його дружиною, яка є сценаристом та продюсером більшості його фільмів. У 1990-х роках випуск фільмів сповільнився, вони стали випускати приблизно по одному фільму кожні три роки.
У 1984 році Мішель Девіль входив до складу головного журі 37-го Каннського кінофестивалю.
У 2005 році Девіль оголосив, що залишає кінематограф.
Мішель Девіль помер 16 лютого 2023 року у 91-річному віці.

## Фільмографія
Режисер
- 1958: Куля у стволі / Une balle dans le canon
- 1961: Сьогодні увечері або ніколи / Ce soir ou jamais
- 1962: Чарівна брехуха / Adorable menteuse
- 1963: Через жінок, через жінок / À cause, à cause d'une femme
- 1964: Квартира дівчат / L'appartement des filles
- 1964: Маленькі дівчата / Les petites demoiselles
- 1964: Щасливчик Джо / Lucky Jo
- 1966: Вкрали Джоконду / Il ladro della Gioconda
- 1966: Солдат Мартін / Martin Soldat
- 1967: Ніжні акули / Zärtliche Haie
- 1968: Прощваай, Барбаро / Bye bye, Barbara
- 1968: Бенжамен, або Щоденник незайманого / Benjamin ou Les mémoires d'un puceau
- 1969: Ведмідь та лялька / L'ours et la poupée
- 1971: Рафаель-розпусник / Raphaël ou le débauché
- 1973: Жінка у блакитному / La femme en bleu
- 1974: Оскаженілий баранчик / Le Mouton enragé
- 1977: Поганий учень / Ученик негодяя / L'apprenti salaud
- 1978: Досьє на 51-го / Le dossier 51
- 1980: Подорож удвох / Le voyage en douce
- 1981: Глибокі води / Eaux profondes
- 1983: Маленька банда / La petite bande
- 1984: Капризуха / Les capricieux
- 1985: Небезпека у будинку / Péril en la demeure
- 1986: Ублюдок / Le paltoquet
- 1988: Чтиця / La Lectrice
- 1991: Літня ніч у місті / Nuit d'été en ville
- 1991: Забуттю всупереч / Contre l'oubli
- 1992: Переплутавши усі кари / Toutes peines confondues
- 1994: Маленькі радощі / Aux petits bonheurs
- 1999: Хвороба Закса / La maladie de Sachs
- 2002: Майже спокійний світ / Un monde presque paisible
- 2005: Мистецтво красиво розлучатися / Un fil à la patte

## Визнання
| Рік                                                                     | Категорія                                                 | Фільм                                                     | Результат |  |
| ----------------------------------------------------------------------- | --------------------------------------------------------- | --------------------------------------------------------- | --------- |  |
| Приз Луї Деллюка                                                        |                                                           |                                                           |           |  |
| 1967                                                                    | Найкращий фільм                                           | Бенжамен, або Щоденник незайманого                        | Перемога  |  |
| 1988                                                                    | Найкращий фільм                                           | Чтиця                                                     | Перемога  |  |
| Каннський кінофестиваль                                                 |                                                           |                                                           |           |  |
| 1971                                                                    | Золота пальмова гілка                                     | Рафаель-розпусник                                         | Номінація |  |
| Кінофестиваль в Сан-Себастьяні                                          |                                                           |                                                           |           |  |
| 1978                                                                    | Срібна мушля                                              | Досьє на 51-го                                            | Перемога  |  |
| 1999                                                                    | Золота мушля                                              | Хвороба Закса                                             | Номінація |  |
| 1999                                                                    | Срібна мушля найкращому режисерові                        | Хвороба Закса                                             | Перемога  |  |
| 1999                                                                    | Приз за найкращий сценарій (з Розаліндою Девіль)          | Хвороба Закса                                             | Перемога  |  |
| 1999                                                                    | Премія солідарності                                       | Хвороба Закса                                             | Номінація |  |
| Чиказький міжнародний кінофестиваль                                     |                                                           |                                                           |           |  |
| 1978                                                                    | Золотий Ґ'юго за найкращий фільм                          | Досьє на 51-го                                            | Номінація |  |
| 1999                                                                    | Золотий Ґ'юго за найкращий фільм                          | Хвороба Закса                                             | Перемога  |  |
| Премія «Сезар»                                                          |                                                           |                                                           |           |  |
| 1979                                                                    | Найкращий фільм                                           | Досьє на 51-го                                            | Номінація |  |
| 1979                                                                    | Найкраща режисерська робота                               | Досьє на 51-го                                            | Номінація |  |
| 1979                                                                    | Найкращий сценарій (разом з Мішелем Перро)                | Досьє на 51-го                                            | Перемога  |  |
| 1986                                                                    | Найкращий фільм                                           | Небезпека у будинку                                       | Номінація |  |
| 1986                                                                    | Найкраща режисерська робота                               | Небезпека у будинку                                       | Перемога  |  |
| 1986                                                                    | Найкращий сценарій                                        | Небезпека у будинку                                       | Номінація |  |
| 1989                                                                    | Найкращий фільм                                           | Чтиця                                                     | Номінація |  |
| 1989                                                                    | Найкраща режисерська робота                               | Чтиця                                                     | Номінація |  |
| 1989                                                                    | Найкращий сценарій                                        | Чтиця                                                     | Номінація |  |
| 2000                                                                    | Найкраща режисерська робота                               | Хвороба Закса                                             | Номінація |  |
| 2000                                                                    | Найкращий сценарій                                        | Хвороба Закса                                             | Номінація |  |
| Приз Французького синдикату кінокритиків за найкращий французький фільм |                                                           |                                                           |           |  |
| 1979                                                                    | Найкращий фільм                                           | Досьє на 51-го                                            | Перемога  |  |
| 1986                                                                    | Найкращий фільм                                           | Небезпека у будинку                                       | Перемога  |  |
| 2000                                                                    | Найкращий фільм                                           | Хвороба Закса                                             | Перемога  |  |
| Берлінський кінофестиваль                                               |                                                           |                                                           |           |  |
| 1980                                                                    | Золотий ведмідь                                           | Подорож удвох                                             | Номінація |  |
| 1985                                                                    | Золотий ведмідь                                           | Небезпека у будинку                                       | Номінація |  |
| Кінофестиваль містичного кіно MystFest                                  |                                                           |                                                           |           |  |
| 1982                                                                    | Найкращий фільм                                           | Глибокі води                                              | Номінація |  |
| Кінофестиваль Lucas                                                     |                                                           |                                                           |           |  |
| 1984                                                                    | Приз дитячої секції                                       | Маленька банда                                            | Перемога  |  |
|                                                                         |                                                           |                                                           |           |  |
| 1985                                                                    | Приз товариства драматичних авторів і композиторів (SACD) | Приз товариства драматичних авторів і композиторів (SACD) | Перемога  |  |
| Монреальський кінофестиваль                                             |                                                           |                                                           |           |  |
| 1988                                                                    | Гран-прі Америк                                           | Чтиця                                                     | Перемога  |  |
| Венеційський кінофестиваль                                              |                                                           |                                                           |           |  |
| 2002                                                                    | Золотий лев                                               | Майже спокійний світ                                      | Номінація |  |
| Фестиваль жіночого кіно у Бордо                                         |                                                           |                                                           |           |  |
| 2002                                                                    | Спеціальна згадка                                         | Майже спокійний світ                                      | Перемога  |  |